# Suburban Knights
«Suburban Knights» es una canción de la banda inglesa de música indie Hard-Fi. Se lanzó el 20 de agosto de 2007 como el primer sencillo de su segundo álbum de estudio Once Upon a Time in the West. El coro de la canción está inspirado en «Funky Kingston» de Toots and the Maytals incluido en el álbum del mismo nombre.
Escrita y coproducida por Richard Archer, fue estrenado el 20 de junio de 2007, presentado por Zane Lowe en BBC Radio 1.
La canción fue nominada a mejor canción en el 2007 en los Q Awards.
Alcanzó el número 7 en la lista de sencillos del Reino Unido convirtiéndose en el sencillo más exitoso de la banda en su lugar natal.

## Contenido
Es una canción que describe claramente la vida de cualquier suburbano con aspiraciones truncadas por la sociedad en la que viven, llena de grandes nadas y grandes limitaciones. "A big fat nothing, nothing for me, nothing for you"

## Video musical
El video musical, dirigido por Ben Crook, muestra a la banda tocando frente a numerosas antenas parabólicas en North Woolwich, filmado con una cámara de video. Posteriormente, se transmite a numerosos televisores del Reino Unido y, finalmente, del mundo entero. Termina con Richard Archer apagando la transmisión con el control remoto de un televisor.

## Listado de canciones
| Vinilo en 7", Single |                    |          |  |
| N.º                  | Título             | Duración |  |
| 1.                   | «Suburban Knights» | 4:30     |  |
| 2.                   | «You and Me»       | 3:51     |  |

| CDr, Promo |                                                             |          |  |
| N.º        | Título                                                      | Duración |  |
| 1.         | «Suburban Knights» (Steve Angello & Sebastian Ingrosso Mix) | 8:48     |  |
| 2.         | «Suburban Knights» (DJ Wrongtom's Delight)                  | 3:40     |  |
| 3.         | «Suburban Knights» (Alex Metric Remix)                      | 6:29     |  |
| 4.         | «Suburban Knights» (Original Radio Version)                 | 3:52     |  |

## Posicionamiento en listas
| Listas (2007)                               | Mejor posición |
| ------------------------------------------- | -------------- |
| Alemania (Offizielle Deutsche Charts)       | 79             |
| Bélgica (Flandes) (Ultratip Bubbling Under) | 17             |
| Escocia (Scottish Singles Sales Chart)      | 7              |
| Irlanda (IRMA)                              | 15             |
| Países Bajos (Mega Single Top 100)          | 99             |
| Polonia (Polish Airplay Top 100)            | 35             |
| Reino Unido (UK Singles Chart)              | 7              |
| Suiza (Schweizer Airplay)                   | 62             |